# Pedro de Arazuri
Pedro de Arazuri  fue tenente navarro, señor de Artajona y Tudela (1159-1169) y de Logroño que si bien inicialmente reconocía la tutela del rey de Navarra en el año 1174 se separó del rey Sancho VI El Sabio y se pasó al reino de Aragón bajo la autoridad de Alfonso II El Casto, donde se le concedió el señorío de Daroca. Ese mismo año de 1174 pierde Tudela, que pasa a Pedro Ruiz de Azagra. 
En el año 1179 firma un pacto en representación de Alfonso VIII, rey de Castilla, ya que se había enajenado del de Aragón y el 12 de enero de 1180 le vemos firmando en la tercera columna del Fuero de Villasila y Villamelendro firmado en Carrión de los Condes como:

Petrus de Arazuri, confirmat.

En 1190 se descubrió en Navarra que había dejado en empeño el lugar de Galar en poder del moro Muza, hombre poderoso y adinerado. Viendo el rey Sancho la tardanza del desempeño, lo adjudicó en propiedad al acreedor. 

## Matrimonios y descendencia
Se desconoce el nombre de su esposa pero si que se conoce al menos el nombre de su hija, Toda Pérez, quien casó con Pedro Ruiz de Azagra, quien sería el primer señor de Albarracin.
En Navarra dejó gente de su estirpe, como lo prueba un documento de 1223, en donde aparece Guerrero Arazuri, alcalde en Navarra.

## Biografía
- Doubleday, Simon R. (2001). The Lara Family: Crown and Nobility in Medieval Spain. Harvard University Press.
- Ladero Quesada, Miguel Ángel (2001). "Sobre la evolución de las fronteras medievales hispánicas (siglos XI a XIV)." Identidad y representación de la frontera en la España medieval, siglos XI–XIV: seminario celebrado en la Casa de Velázquez y la Universidad Autónoma de Madrid, 14–15 de diciembre de 1998. Carlos de Ayala Martínez, Pascal Buresi, Philippe Josserand, edd. Madrid: Casa de Velázquez, pp. 5–50.
- Suárez Fernández, Luis (1976). Historia de España antigua y media. Ediciones Rialp.